# Pranas Dovydaitis
Pranas Dovydaitis (ur. 2 grudnia 1886 w Runkiai koło Mariampola, zm. 4 listopada 1942 w Jekaterynburgu) – litewski profesor filozofii i wykładowca, polityk chadecki, dziennikarz, premier Litwy na wiosnę 1919 roku.

## Życiorys
Ukończywszy gimnazjum w Mariampolu rozpoczął studia prawnicze na Uniwersytecie Łomonosowa w Moskwie, tytuł doktora nauk prawnych obronił w 1912 roku. Oprócz tego uczęszczał na seminaria z zakresu filozofii historii.
Zaangażował się w dziennikarstwo: pisywał m.in. do „Aušrinė”. W 1913 roku został redaktorem naczelnym dziennika „Viltis” („Nadzieja”), gdzie nie bez konfliktów przyszło mu współpracować z Antanasem Smetoną, dwa lata później objął redakcję pisma „Saulės” („Słońce”).
Od 1916 roku pracował jako nauczyciel, a później dyrektor gimnazjum w Kownie.
11 lipca 1918 roku Narodowa Konferencja w Wilnie wybrała go na członka Taryby („Lietuvos Valstybės Taryba”), gdzie reprezentował chrześcijańską demokrację („Lietuvos Krikščionių Darbininkų Profesinės Sąjunga”). 2 listopada Taryba ogłosiła niepodległość państwa litewskiego.
12 marca 1919 roku został przejściowo premierem w miejsce Mykolasa Sleževičiusa, jednak po miesiącu ponownie zrzekł się funkcji szefa rządu na jego rzecz.
Po odejściu z bieżącej polityki zajmował się nauczaniem w kowieńskim gimnazjum oraz w Wyższej Szkole w Kownie („Aukštieji kursai”). Został jednym z profesorów filozofii nowo utworzonego Uniwersytetu im. Witolda Wielkiego w 1922 roku, pracował tam do 1940 roku.
Obok pracy na uczelni redagował pisma religijno-filozoficzne (m.in. „Logos” i „Soter”). W latach 1931–40 zajmował się redagowaniem Encyklopedii Litewskiej („Lietuviškoji enciklopedija”) jako wiceprzewodniczący kolegium.
Po zajęciu Litwy przez wojska radzieckie pozbawiono go katedry, a po paru miesiącach wywieziono do obozu w Jekaterynburgu, gdzie został zamordowany. W maju 2000 roku uznany męczennikiem przez litewski Kościół katolicki.